# Le Cailar
Le Cailar este o comună în departamentul Gard din sudul Franței. În 2009 avea o populație de 2.376 de locuitori.

## Evoluția populației
| An        | 1975  | 1982  | 1990  | 1999  | 2006  | 2009  |
| --------- | ----- | ----- | ----- | ----- | ----- | ----- |
| Populație | 1.222 | 1.412 | 1.929 | 2.311 | 2.369 | 2.376 |